# Sé (Portalegre)
A Freguesia da Sé é uma antiga freguesia portuguesa do Município de Portalegre que tinha 11,22 km² de área e 10 655 habitantes (2011), e, por isso, uma densidade populacional de 949,6 hab/km².
Pela última Reorganização administrativa do território das freguesias, de acordo com a Lei nº 11-A/2013 de 28 de Janeiro, esta freguesia juntamente com a freguesia de São Lourenço passou a constituir a União de freguesias da Sé e São Lourenço com sede na Sé.

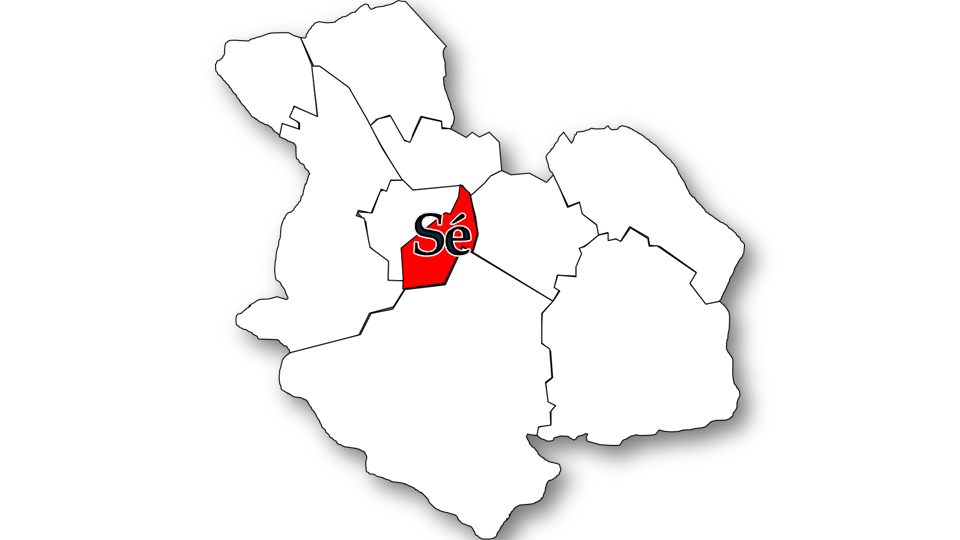
Localização no Município de Portalegre

## População
| População da freguesia de Sé | População da freguesia de Sé | População da freguesia de Sé | População da freguesia de Sé | População da freguesia de Sé | População da freguesia de Sé | População da freguesia de Sé | População da freguesia de Sé | População da freguesia de Sé | População da freguesia de Sé | População da freguesia de Sé | População da freguesia de Sé | População da freguesia de Sé | População da freguesia de Sé | População da freguesia de Sé |
| ---------------------------- | ---------------------------- | ---------------------------- | ---------------------------- | ---------------------------- | ---------------------------- | ---------------------------- | ---------------------------- | ---------------------------- | ---------------------------- | ---------------------------- | ---------------------------- | ---------------------------- | ---------------------------- | ---------------------------- |
| 1864                         | 1878                         | 1890                         | 1900                         | 1911                         | 1920                         | 1930                         | 1940                         | 1950                         | 1960                         | 1970                         | 1981                         | 1991                         | 2001                         | 2011                         |
| 3 185                        | 3 494                        | 5 809                        | 6 381                        | 5 338                        | 5 328                        | 6 064                        | 5 941                        | 6 973                        | 6 396                        | 6 271                        | 9 123                        | 10 295                       | 9 987                        | 10 655                       |

Nos censos de 1890 e 1900 tinha anexada a freguesia de Urra (decreto de 24/04/1879)

## Património
- Torre de Vigia
- Janelas da Casa da Rua de Azevedo Coutinho ou Casa Manuelina de D. Nuno de Sousa ou Palácio de D. Nuno de Sousa ou Palácio dos Condes de Vila Real
- Lápide do Município
- Muralhas do Castelo de Portalegre
- Sé de Portalegre ou Catedral de Portalegre
- Convento de Santa Clara
- Igreja do Convento de São Francisco
- Palácio Caldeira de Castel-Branco Barahona ou Palácio Castel-Branco Barahona ou Palácio Barahona
- Casa Amarela ou Palácio Amarelo
- Igreja da Misericórdia e consistório
- Fábrica de Cortiça Robinson

## Resultados eleitorais

### Eleições autárquicas (Junta de Freguesia)
| Partido      | %    | M    | %    | M    | %    | M    | %    | M    | %    | M    | %    | M    | %    | M    | %    | M    | %    | M    | %    | M    |
| Partido      | 1976 | 1976 | 1979 | 1979 | 1982 | 1982 | 1985 | 1985 | 1989 | 1989 | 1993 | 1993 | 1997 | 1997 | 2001 | 2001 | 2005 | 2005 | 2009 | 2009 |
| ------------ | ---- | ---- | ---- | ---- | ---- | ---- | ---- | ---- | ---- | ---- | ---- | ---- | ---- | ---- | ---- | ---- | ---- | ---- | ---- | ---- |
| PS           | 53,6 | 6    | 41,2 | 8    | 50,2 | 10   | 49,2 | 6    | 44,3 | 6    | 39,8 | 6    | 45,1 | 7    | 43,8 | 6    | 28,3 | 4    | 37,0 | 6    |
| PPD/PSD      | 23,1 | 3    |      |      |      |      | 29,4 | 5    | 37,0 | 5    | 41,6 | 6    | 30,1 | 4    | 36,2 | 5    | 49,1 | 7    | 34,3 | 5    |
| FEPU/APU/CDU | 18,6 | 2    | 24,5 | 5    | 18,2 | 3    | 15,8 | 2    | 15,9 | 2    | 10,3 | 1    | 18,5 | 2    | 14,0 | 2    | 14,2 | 2    | 17,4 | 2    |
| AD           |      |      | 32,8 | 6    | 29,0 | 6    |      |      |      |      |      |      |      |      |      |      |      |      |      |      |